# Desmopterus papilio
Desmopterus papilio is een slakkensoort uit de familie van de Desmopteridae. De wetenschappelijke naam van de soort is voor het eerst geldig gepubliceerd in 1889 door Chun.